# Чемпіонат світу з легкої атлетики 2019 — біг на 100 метрів з бар'єрами (жінки)

Фінальний забіг

Змагання з бігу на 100 метрів з бар'єрами серед жінок на Чемпіонаті світу з легкої атлетики 2019 у Досі проходили 5-6 жовтня на стадіоні «Халіфа».

## Напередодні старту
На початок змагань основні рекордні результати були такими:
| WR | Кендра Гаррісон (USA) | 12,20 | Лондон | 22 липня 2016  |
| CR | Саллі Пірсон (AUS)    | 12,28 | Тегу   | 3 вересня 2011 |
| WL | Данієль Вільямс (JAM) | 12,32 | Лондон | 20 липня 2019  |

Перед чемпіонатом важко було розглядати головною фавориткою на перемогу іншу атлетку, ніж лідерку сезону Данієль Вільямс, яка цього року виграла Діамантову лігу в своїй дисципліні та з результатом 12,32 піднялась на сьому сходинку в рейтингу за всі роки.

## Результати

### Попередні забіги
За підсумками п'яти забігів найкращий результат показала нігерійка Тобі Амусан (12,48). До наступного раунду проходили перші четверо з кожного забігу та четверо найшвидших за часом з тих, які посіли у забігах місця, починаючи з п'ятого.
У півфінальних забігах найкращий результат був у активі Данієль Вільямс (12,41). До фінального забігу потрапляли перші двоє з кожного півфіналу та двоє найшвидших за часом з тих, які посіли у півфінальних забігах місця, починаючи з третього.

### Фінал
У фіналі перемогла дворазова чемпіонка світу в приміщенні з бігу на 60 метрів з бар'єрами Ніа Алі.
| Місце | Атлетка               | Час   | Примітки |
| ----- | --------------------- | ----- | -------- |
| 1     | Ніа Алі (USA)         | 12,34 | PB       |
| 2     | Кендра Гаррісон (USA) | 12,46 |          |
| 3     | Данієль Вільямс (JAM) | 12,47 |          |
| 4     | Тобі Амусан (NGR)     | 12,49 |          |
| 5     | Андреа Варгас (CRC)   | 12,64 | NR       |
| 6     | Надін Віссер (NED)    | 12,66 |          |
| 7     | Джанік Браун (JAM)    | 12,88 |          |
| 8     | Меган Таппер (JAM)    | —     | DNF      |